# Нижняя мечеть Гевхар-аги
Нижняя мечеть Гевхар-аги (азерб. Aşağı Gövhər Ağa məscidi) — мечеть, расположенная в нижнем квартале города Шуша.

## Описание
Мечеть построена по велению Гевхар-аги, дочери второго Карабахского хана Ибрагим Халил-хана. Строительство мечети, согласно надписи-тексту вакфнаме Гевхар-аги, должно было завершиться к 1865—1866 годам. На мечети встречается имя мастера Кербалаи Сафи хана-архитектора Карабахского.
Мечеть является двухэтажной. Цилиндрические минареты мечети размещены на заднем фасаде. Минареты сложены из кирпича. Молитвенный зал завершается арочным куполом в форме полуокружности.
При мечети действовало медресе. В здании медресе создан музей.

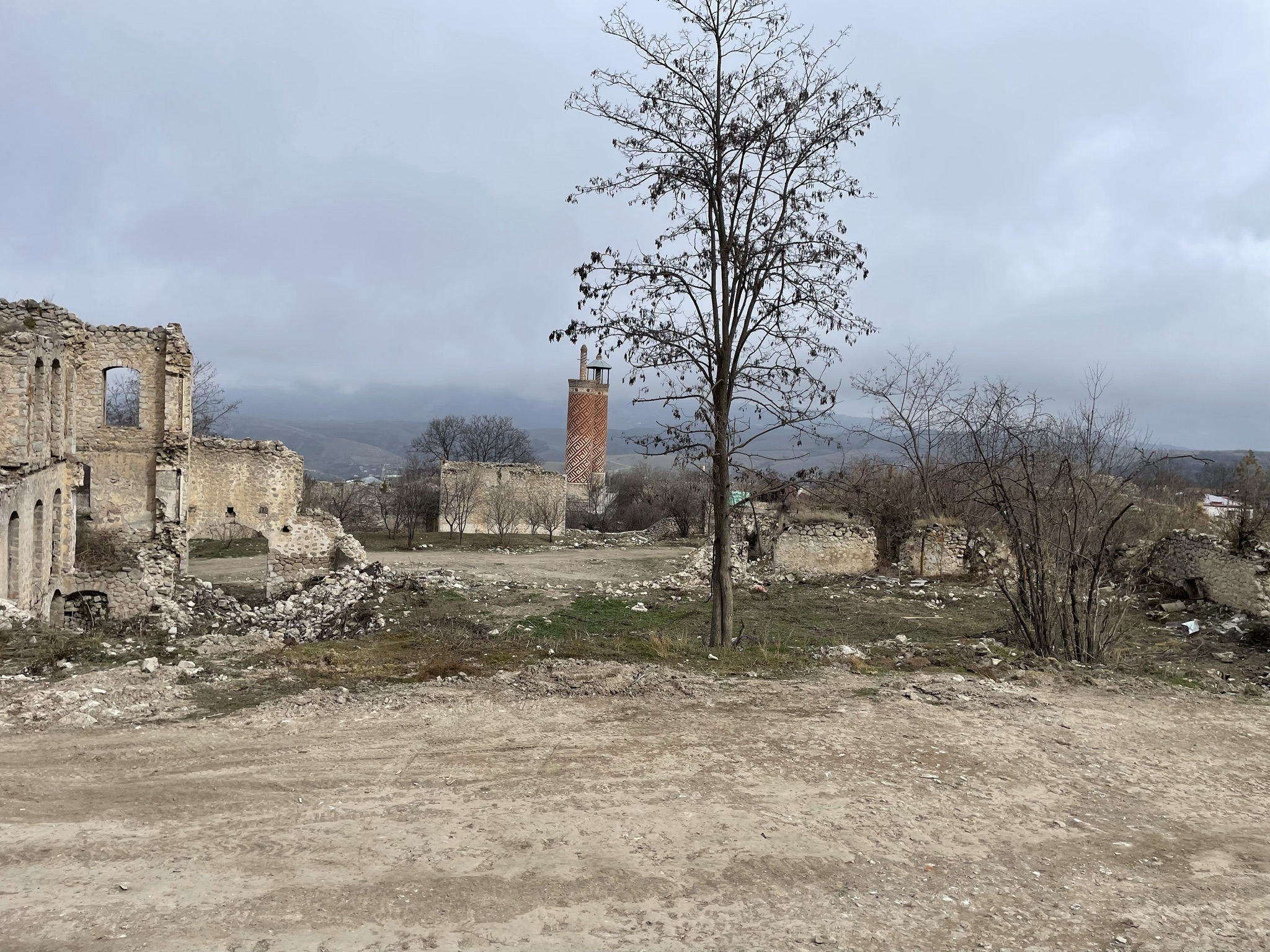
Вид на мечеть с дороги в Шуше (март 2022)

## Реставрация
После Первой карабахской войны с 1992 года мечеть пребывала в полуразрушенном состоянии. Мечеть подверглась обстрелу бронетехники. Корреспондент The New York Times в 2015 году отмечал, что «ещё более красивая Нижняя мечеть тоже стояла, но не в таком хорошем состоянии».
14 января 2021 года президент Азербайджана Ильхам Алиев и первая леди Мехрибан Алиева посетили Шушу и Нижнюю мечеть Гевхар-аги, прочитали молитвы. Алиев также подарил мечети привезенный из Мекки Коран.
С декабря 2021 года начаты реставрационные работы. Реставрация осуществлялась также в здании медресе. Исторический орнамент на внутренней поверхности сводов был укреплён методом микроинъекций. 
5 июля 2024 года реставрационные работы были завершены.

## Галерея

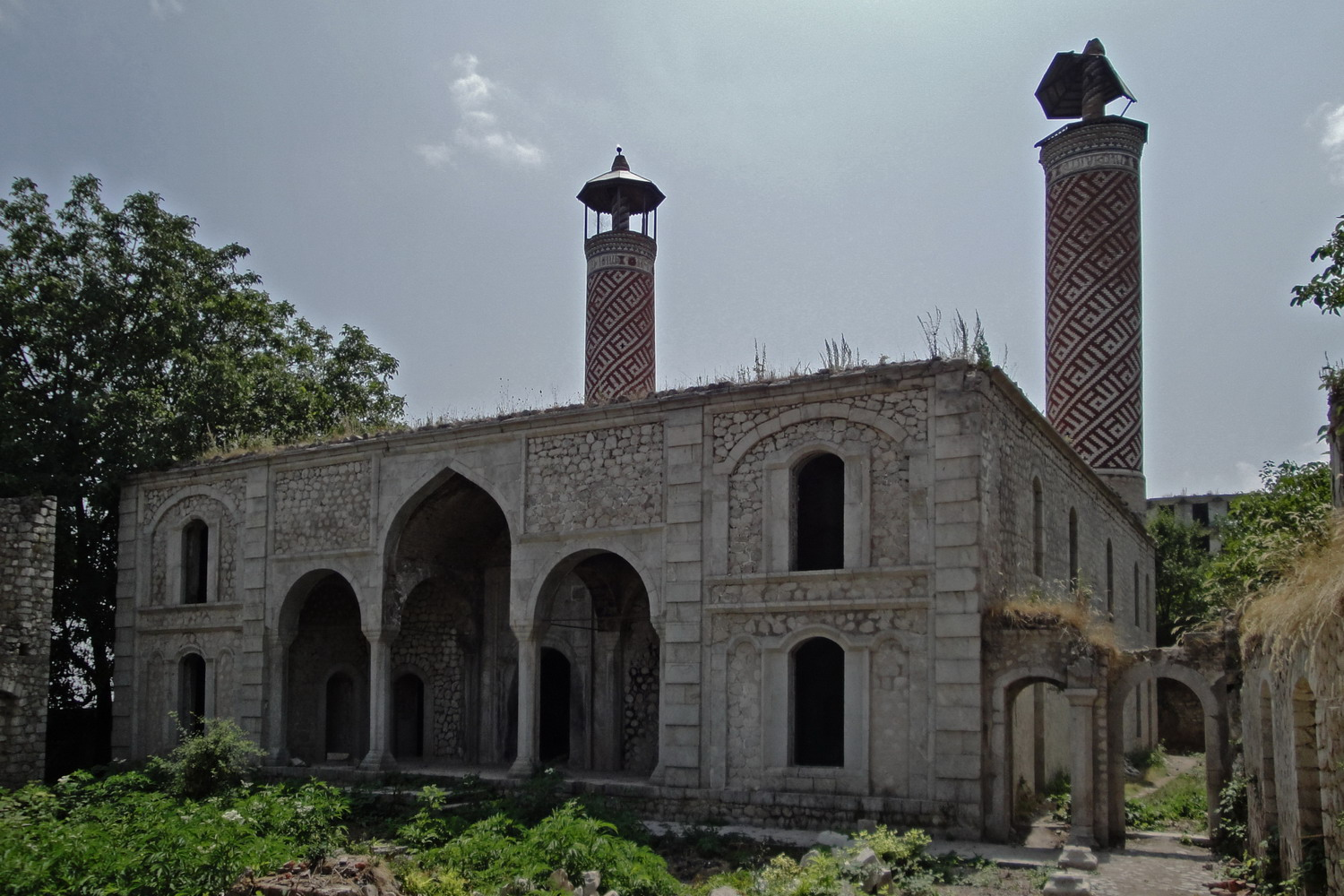
Общий вид мечети в 2010 году
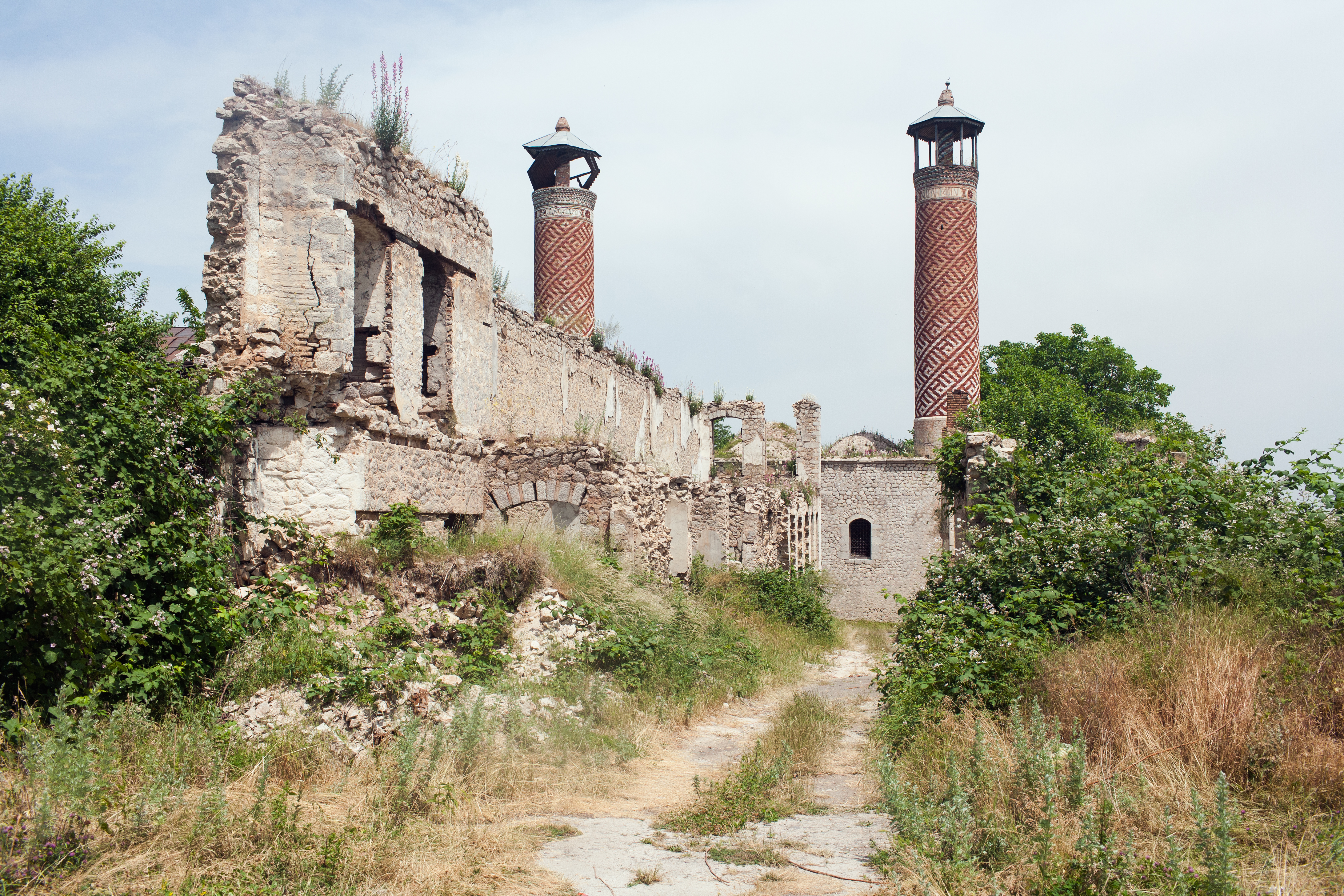
Дорога к мечети с видом на задний фасад (2010)
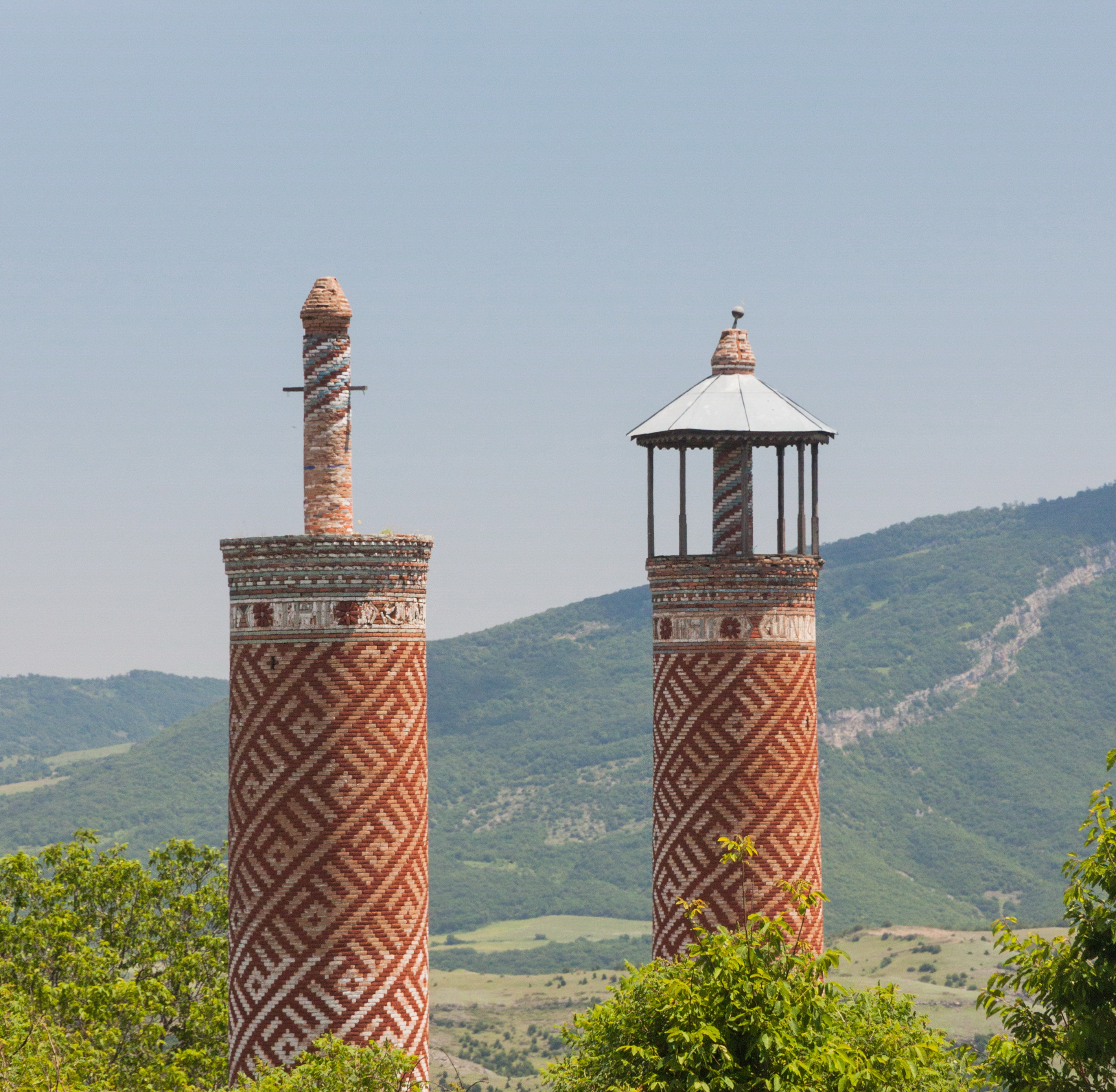
Минареты мечети в 2014 году
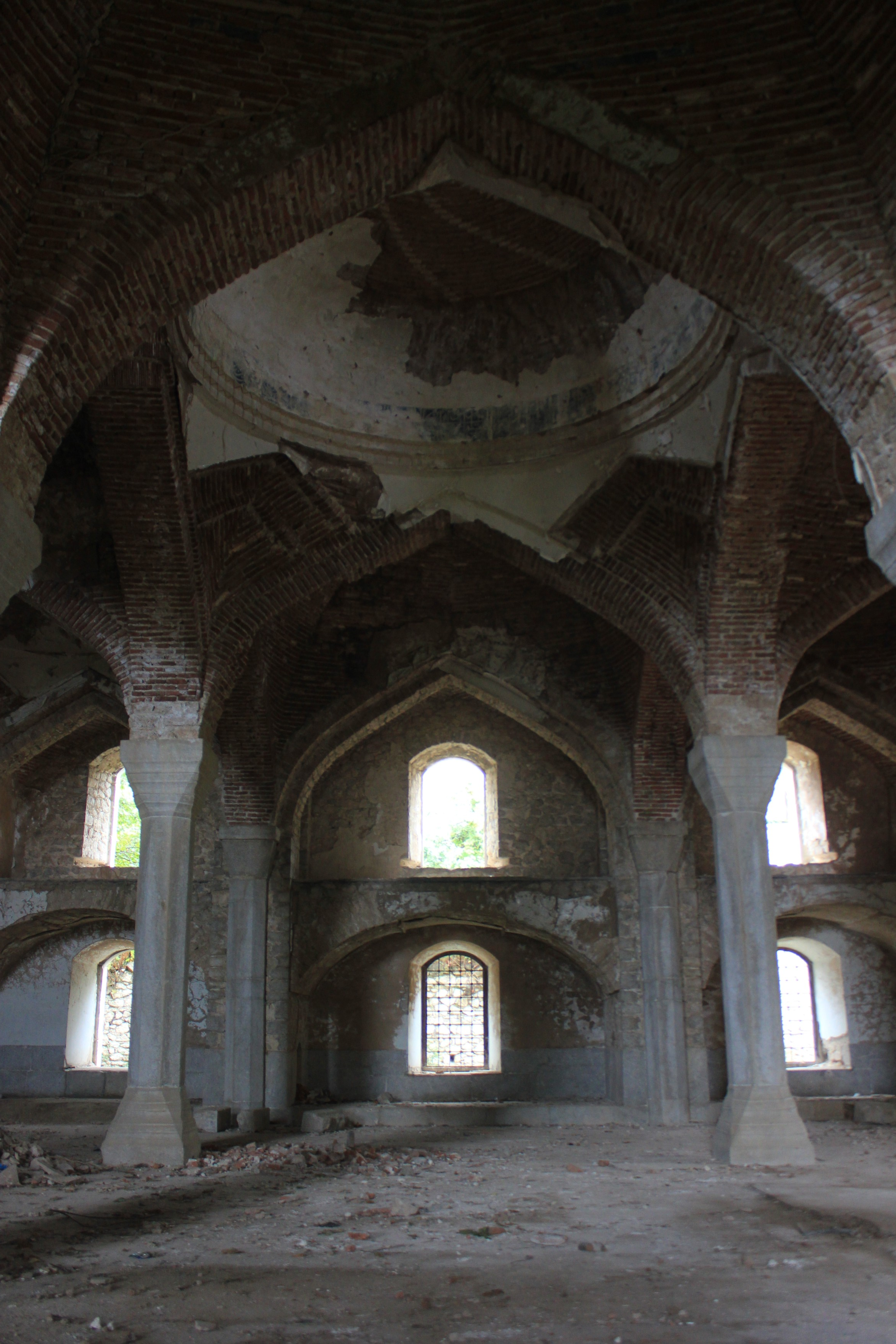
Интерьер мечети в 2017 году
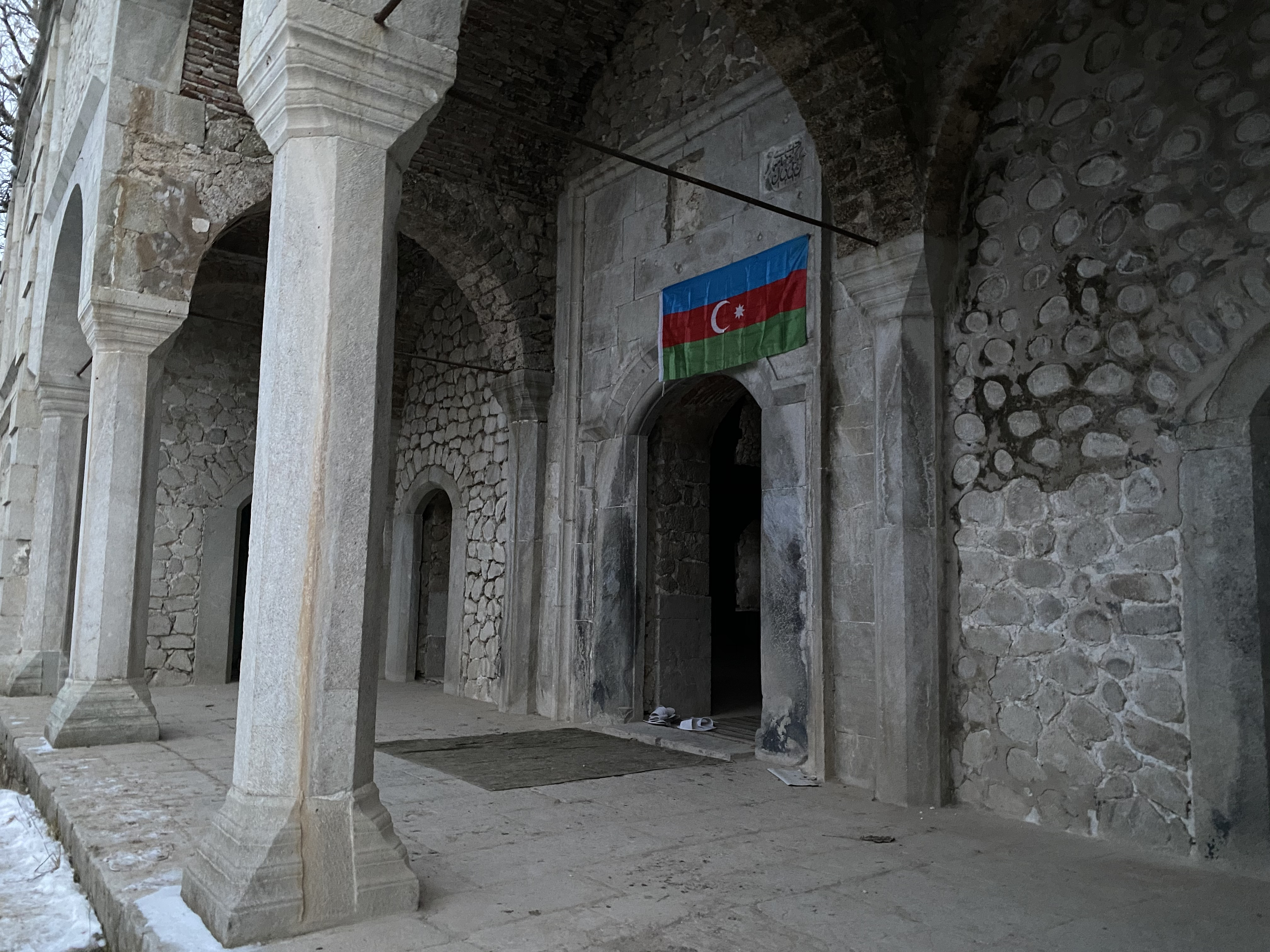
Вход в мечеть в начале 2021 года

## В филателии

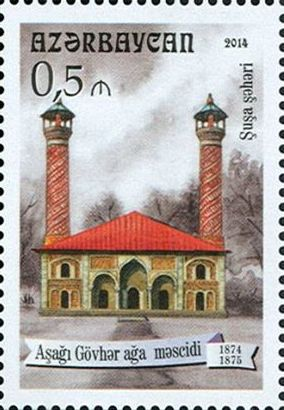
Почтовая марка Азербайджана, 2014